# Łeontij Forostiwski
Łeontij Iwanowycz Forostiwski, ukr. Леонтій Іванович Форостівський (zm. 1974 w USA) – ukraiński historyk i działacz polityczny, burmistrz Kijowa w latach 1942–1943.
Rozpoczął pracę w administracji miejskiej w 1941 roku. W marcu 1942 roku objął urząd burmistrza Kijowa w trudnych warunkach okupacji niemieckiej, do jego osiągnięć należało m.in. utworzenie miejskiej drużyny piłkarskiej.
W 1943 roku emigrował i zamieszkał w Argentynie, gdzie opublikował książkę "Kyjiw pid worożymy okupacijamy" (Buenos Aires 1952), w którym jako pierwszy ujawnił, że Chreszczatyk został zniszczony w wyniku działań wycofującej się armii radzieckiej.
Pod koniec życia wyjechał do USA, gdzie zmarł w 1974 roku.